# 짐 플로렌틴

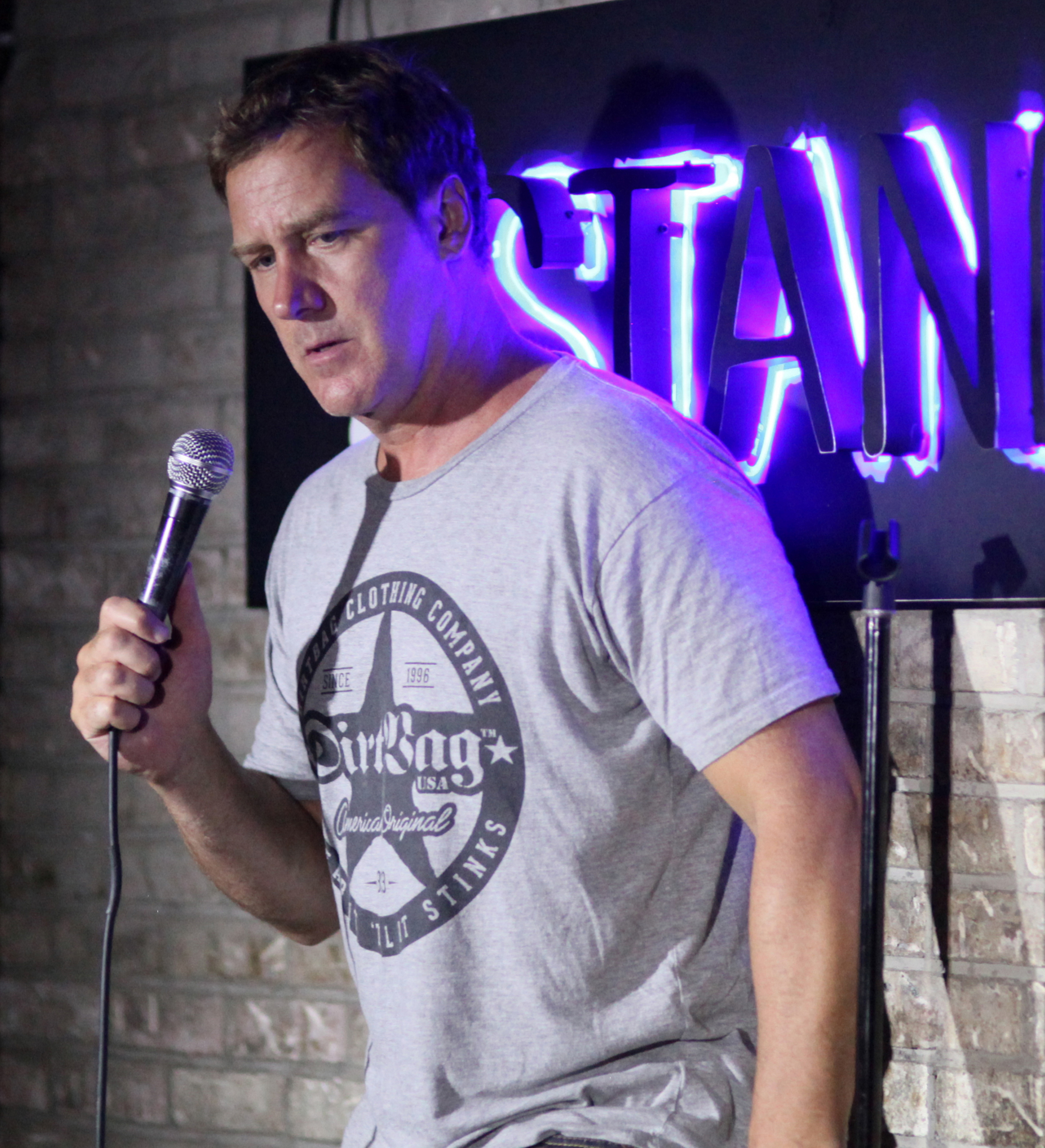

짐 플로렌틴(Jim Florentine, 1964년 8월 18일 ~ )는 미국의 배우, 가수, 댄서, 성우, 희극 배우, 텔레비전 배우이다.
미국에서 태어났다.

## 영화
- 나를 미치게 하는 여자 (2015년)
- 어 리틀 헬프 (2010년)
- 비어 리그 (2006년)
- 지미 키멜 라이브! (2003년) - 게스트 역